# Blease Gill
Der Blease Gill ist ein Wasserlauf im Lake District, Cumbria, England. Er entsteht unterhalb Gipfel des Blencathra und fließt in südlicher Richtung durch Ort Threlkeld und weiter bis zu seiner Mündung in den River Glenderamackin.